# فليمسبيتز
فليمسبيتز (بالإنجليزية: Flimspitz)‏ هو أحد جبال سلسلة جبال الألب سامناون وجزء من القمة الأم Vesulspitze يقع في كانتون غراوبوندن، سويسرا. يبلغ ارتفاع الجبل حوالي 2929 متر، بينما يبلغ ارتفاع نتوء الجبل 172 متر.